# Graúna-de-asa-vermelha
Graúna-de-asa-vermelha ou sargento-d'asa-vermelha(Agelaius phoeniceus) (Agelaius phoeniceus) é uma espécie de ave passeriforme da família dos icterídeos nativa da América do Norte e América do Sul. É uma das espécies de aves terrestres mais abundantes da América do Norte, e também uma das aves selvagens mais estudadas. Apresenta um grande dimorfismo sexual, os machos são totalmente pretos com asas laranja-avermalhadas, enquanto as fêmeas são totalmente marrons e rajadas.